# Oscar Carboni
Oscar Carboni (Ferrara, 9 settembre 1914 – Ferrara, 29 marzo 1993) è stato un cantante italiano.

## Biografia

### Gli inizi
Ventunesimo nato di una numerosissima famiglia ferrarese, dopo aver fatto il garzone nella merceria paterna cominciò a cantare prima come cantante di serenate su commissione e successivamente, all'inizio degli anni trenta,nelle balere della sua zona.
Entrò, incoraggiato dal Maestro Tito Petralia, all'EIAR come cantante della radio vincendo il secondo concorso per voci nuove Gara nazionale per gli artisti della canzone, indetto dall'ente radiofonico nel 1939 (a cui parteciparono 2.600 concorrenti), con Silvana Fioresi, Dea Garbaccio, Aldo Donà, Norma Bruni, Laura Barbieri, Fedora Mingarelli, Isa Bellini, Giovanni Turchetti, Gianni Di Palma, Alberto Amato e Galliano Cocchi.
Esordì il 1º gennaio del 1940, accompagnato dall'orchestra Barzizza, con un ingaggio di 28 lire giornaliere, e proseguì un anno dopo con quella di Angelini. Interpretò brani celebri come Firenze sogna, di Cesare Cesarini, e Ti-pi-tin di Galdieri e Di Palma, cantate anche con il coro del Trio Lescano, Chiesetta alpina , cantata in coppia anche con Silvana Fioresi, E zitto amore, Mamma buonanotte, Al viale dei colli, Settembre ti dirà, Piccola santa (scritta nel 1941 da Astro Mari e Eldo Di Lazzaro, venne poi ripresa da Luciano Tajoli), Tango del mare (suo autentico cavallo di battaglia scritta per lui da Nisa e Redi), Primo amore - facendone un'interpretazione più leggera e suadente di quella di Carlo Buti che l'aveva anche composta -, Stelle di Spagna, Villa triste  - scritta da Mario Ruccione e che sarà la definizione data alla casa di via Paolo Uccello a Milano dove operava la famigerata Banda Koch - quindi La mia canzone al vento e Miniera entrambe di Cherubini e Bixio oltre a Quell'uccellin che vien dal mare del solo Bixio Cherubini e Quella dolce Madonnina di Cairone e Galdieri, divenendo nel 1942 la voce più popolare della canzone italiana.

### Il periodo d'oro
La sua voce sottile - a tratti quasi femminile - melodiosa e garbata, gli valse l'appellativo di usignolo della canzone. Nilla Pizzi ricordò in un'intervista che da ragazza si metteva in ginocchio abbracciando l'apparecchio radio di casa per porgere l'orecchio il più vicino possibile all'altoparlante e cogliere meglio le sfumature vocali del divo canoro del momento rivale di Alberto Rabagliati, Natalino Otto e Ernesto Bonino.
Richiamato alle armi, riuscì ad evitare il fronte partecipando agli spettacoli per le forze armate organizzati dall'EIAR in tempo di guerra e dopo l'8 settembre 1943, fallito un tentativo di fuga, si trovò a interpretare canzoni di propaganda per l'EIAR repubblichina.
Nel dopoguerra restò nell'organico di cantanti della RAI dove, col suo stile curato e al tempo stesso popolaresco, continuò a riscuotere un buon successo con motivi come Cantando con le lacrime agli occhi scritta da Panzeri con la musica di Mascheroni del 1947, Ho lasciato il paese del cuor (di Filibello), Serenata serena (di Enzo Bonagura e Eduardo Falcocchio), Il vagabondo delle stelle, Acquerello napoletano, Il Pianino è partito da Napoli, Come era verde la nostra valle (di Alfredo Polacci) cantata nell'omonima rivista del 1946 con Nino Taranto, Miniera e soprattutto Serenata celeste, clamoroso successo che Carboni interpretò, a differenza di Claudio Villa, sfruttando appieno il tono armonioso e meno tenorile della sua voce.
Dopo aver girato l'Italia con compagnie di rivista - delle quali facevano parte Renato Rascel, Odoardo Spadaro, Tina De Mola, Nuto Navarrini, Wanda Osiris e Nilla Pizzi - intraprese, al pari di altri divi canori dell'epoca, una tournée nell'America del Sud a fianco di Aldo Fabrizi. La tournée si trasformò in un lungo soggiorno artistico colmo di successi - fu tra gli altri Paesi a lungo in Argentina, Uruguay e Brasile dove cantò addirittura al Carnevale di Rio - e durò dal 1947 al 1951. Paradossalmente, però, questo suo allontanamento dall'Italia si rivelò un errore per la carriera di Carboni in patria in quanto, in quegli anni, si imposero prima Tajoli e successivamente il ben più giovane Villa. Al suo ritorno in Italia, pertanto, il ferrarese trovò una situazione profondamente modificata e di gran lunga meno favorevole.
Angelini lo volle comunque per la seconda edizione del Festival di Sanremo (1952) dove cantò tre canzoni: Madonna delle rose di Ruccione e Fiorelli, con la quale si piazzò al quarto posto (ma che ebbe un clamoroso successo di vendite), Perché le donne belle, che arrivò settima, e Cantate e sorridete (di Testoni e Donida) che non entrò in finale; nello stesso anno partecipò al Festival della canzone napoletana dove si aggiudicò il 2º premio con Varca lucente ma dove ebbe un successo discografico notevole con Nustalgia di Giuseppe Bonavolontà, che cantò in coppia con Sergio Bruni. Nel 1953 con la sua interpretazione de Il tango della gelosia di Mascheroni-Beretta-Mendes è ancora presente nella classifica dei dischi più venduti. Questo brano verrà poi ripreso da un'altra ferrarese, Milva, nel 1960. Stessa sorte toccherà a Luna lunatica nel 1955.
Proseguì la sua attività per tutti gli anni cinquanta e prese parte nel 1959 alla trasmissione radiofonica Il traguardo degli assi condotta da Corrado, in questa competizione canora - facendo parte della squadra capitanata dalla concittadina Carla Boni - entra in finale.
Continuò quindi fino ai primi anni sessanta a proporre le sue canzoni alla radio, prima con l'orchestra di Nello Segurini, poi con quella del maestro Piero Pavesio e quindi con l'orchestra Milleluci della RAI diretta da William Galassini. Ebbe anche una trasmissione propria alla radio: Canta Oscar Carboni.

### Il declino
La sua tradizionale vena melodico-sentimentale, tuttavia, era ormai stata superata dalle nuove influenze swing degli anni Cinquanta. Abbandonati temporaneamente i microfoni, intraprese un'attività commerciale a Torino ma tornò subito sul palcoscenico per poi dedicarsi, con rinnovato successo, al liscio negli anni settanta. Questo genere musicale, più consono al suo timbro di voce e al suo gusto, gli consentì di continuare ad esibirsi sino alla fine degli anni ottanta spesso in serate di revival assieme a Giorgio Consolini, Achille Togliani, Nilla Pizzi, Ernesto Bonino, Narciso Parigi, Silvana Fioresi, Flo Sandon's e Gino Latilla.
Carboni fu esponente di punta della canzone melodica all'italiana ed autentica celebrità della radio degli anni '40 e '50 dove interpretò centinaia di canzoni sempre, come era costume dell'epoca, in diretta e spesso senza nemmeno inciderle. Tornò di tanto in tanto alla radio come ospite di programmi musicali di revival (tra cui, nel 1978, Toh, chi si risente di Carlo Loffredo) e successivamente in una trasmissione radiofonica condotta da Silvio Gigli che gli fece intonare in diretta, come ai bei tempi, Madonna delle rose. Di rado appare anche in televisione. Tra queste apparizioni si ricorda quella alla Fiera dei sogni condotta da Mike Bongiorno nel 1966. Infine le sue canzoni vennero trasmesse nel programma radiofonico della domenica mattina Le canzoni dei ricordi nella metà degli anni ottanta.
I brani da lui interpretati continuano tuttora - come è accaduto anche il 24 ottobre 2008 su Radio1 nel programma di Umberto Broccoli Con parole mie - ad essere trasmessi per accompagnare ricostruzioni storiche di fatti o avvenimenti passati. Tutto ciò non impedì a Carboni, nelle interviste che rilasciava di tanto in tanto, di lamentarsi profondamente per come troppo spesso, in trasmissioni rievocative della canzone italiana, lui non venisse né invitato né citato a differenza di cantanti che con la radio ebbero un rapporto di gran lunga meno rilevante del suo. Carboni si riferiva, con il piglio polemico che lo contraddistinse per tutta la vita, soprattutto alle trasmissioni condotte da Renzo Arbore che lo ha ignorato in modo inspiegabile.
Nella sua lunghissima carriera incise decine di dischi, iniziando con i vecchi 78 giri, lavorando con svariate case discografiche fra le quali principalmente la Cetra, la Pig, la Music e saltuariamente la Parlophon.

### Carboni, il cinema e gli omaggi tributatigli
Articolata la presenza di Oscar Carboni nel cinema: nel 1953 prese parte al suo unico film come attore: Condannata senza colpa di Luigi Latini De Marchi. Le canzoni da lui interpretate fecero però da sfondo musicale a diversi lungometraggi: Voce di strada che era contenuta nel film Cantate con me! del 1940 con la regia di Guido Brignone, Serenata solitaria che venne proposta con la sua interpretazione nella pellicola La bocca sulla strada di Roberto Roberti del 1941. In Divieto di sosta di Marcello Albani del 1942 venne eseguita invece Lungo il margine del fiume cantata con il Trio Lescano.
Furono diversi anche gli omaggi che il cinema italiano seppe tributargli: Il regista ferrarese Florestano Vancini, ad esempio, nella sua opera prima La lunga notte del '43 del 1961, volle testimoniare la straordinaria notorietà di Carboni nel periodo bellico tra le giovani generazioni facendo dire ad una giovanissima Raffaella Carrà che "... l'altra sera alla radio abbiamo ascoltato Oscar Carboni" alla domanda "cosa cantava?" la Carrà risponde "Cosa vuoi che cantasse? Primo amore".
Un ricordo simile a Carboni seppe renderlo, oltre quarant'anni dopo, Pupi Avati nell'ambientazione bolognese del 1954 de Gli amici del bar Margherita - film uscito nel 2009 - facendo citare Oscar Carboni dall'ingenuo e credulone aspirante cantante Gian (Fabio De Luigi) che domanda se il grande cantante ferrarese portasse o no le mutande.

### Il Carboniprivato
Sposato con la cantante e soubrette Rosanna Vallieri - spesso presente anche con il nome Giorgia Vallieri -, si esibì in coppia con lei in diverse canzoni del repertorio napoletano come Lucia Lucì, Limoni d'oro e Ma quando pensi a Napoli, ebbe da lei una figlia, Sandra Paola, e ne rimase vedovo nel 1992.
Grande tifoso della SPAL (più volte in momenti di difficoltà della squadra prestò la sua voce per incitamenti originali) fu particolarmente orgoglioso che nel corso degli anni '60 il giocatore simbolo dei biancoazzurri, Massei, si chiamasse Oscar come lui e, soprattutto, che venisse dall'Argentina, Paese nel quale Carboni conobbe uno straordinario successo.
Memorabile resta una sua intervista degli anni '60 rilasciata a Domenica Sprint e dedicata appunto alla SPAL dove, accanto alle domande di rito rivolte al tifoso Carboni, gli venne con brutalità chiesto se si avvertono e come i segni del declino. Carboni rispose, con un sorriso amaro, che i segni del declino si percepiscono al primo insorgere dagli umori del pubblico e che bisogna accettarli facendosene una ragione.
Carboni rimase, fino ad età avanzata, un fumatore incallito e spesso le foto d'epoca del suo successo, lo ritraggono con la sigaretta fra le dita.
Morì a seguito di un attacco cardiaco nella sua casa di Ferrara il 29 marzo 1993; la scoperta del suo decesso venne fatta dalla figlia che si era recata a fargli visita. È sepolto nel cimitero di Santa Maria Maddalena, in provincia di Rovigo, accanto alla moglie.
A Ferrara, pochi anni dopo la morte, l'Amministrazione comunale gli ha intitolato una via cittadina.

## Discografia

### Singoli
- 1939 – Firenze sogna/Tango del mare (Parlophon, GP 93062; lato A con il Trio Lescano)
- 1939 – Hula (fiore d'Hawai)/La biondina (Parlophon, GP 93117; solo lato B; lato A cantato da Giovanni Turchetti con il Trio Lescano)
- 1941 – Quella dolce Madonnina/Al viale dei colli (Cetra, IT 971)
- 1941 – Il valzer della strada/Quando mi baci tu (Cetra, IT 975)
- 1941 – Serenata solitaria/Lungo il margine del fiume (Cetra, DC 4065; con il Trio Lescano)
- 1942 – Genovesina bella/Chiesetta alpina (Cetra, DC 4100; solo lato B insieme a Silvana Fioresi, lato A cantato da Ernesto Bonino e il Trio Aurora)
- 1942 – La canzone del mulino/Triste serenata (Cetra, DC 4134)
- 1943 – Sentiero/Dolce Maria (Cetra, DC 4229)
- 1944 – Venezia, la luna e tu/Canta il ruscello (Cetra, DC 4302; con Aldo Donà e Lina Termini)
- 1949 – Mamma santa/Madonna amore (Cetra, DC 4930)
- 1952 – Vecchie mura/Perché le donne belle (Cetra, DC 5462; solo lato B, lato A cantato da Achille Togliani)
- 1952 – Jezebel/Vent'anni (Cetra, DC 5499; solo lato B, lato A cantato da Carla Boni)
- 1958 – Tango del mare/Firenze sogna (Fonit Cetra, SP 171)
- 1958 – Come una coppa di champagne/Nannì (Fonit Cetra, SP 212)
- 1960 – Il mare/È mezzanotte (Italfon, SPU 17)
- 1961 – Pecado/Final (Cricket, SPK 1062)
- 1961 – Somos/Portami tante rose (Cricket, SPK 1063)
- 1961 – Tango della gelosia/Yvonne, mio dolce amor... (Cricket, SPK 10643)
- 1961 – Addio Signora/Serenata sincera (Pig, PI 7069)
- 1961 – Abat-jour/Lanterna blu (Pig, PI 7072)
- 1969 – Luna marinara/Suspirame (Signal, S 403)
- 1970 – Mattinata fiorentina/Cancello fra le rose (Signal, S 407)
- 1970 – Ramona/Un filo di speranza (Signal, S 408)
- 1970 – Sott'er cielo de Roma/Luna de Roma (Signal, S 409)
- 1970 – Una donna è sempre giovane/Campane (Signal, S 413)
- 1970 – Serenata con tre note/Rispondimi (Signal, S 414)

### EP
- 1957 – Per una volta ancora/Un filo di speranza/Corde della mia chitarra/Cancello tra le rose (Music, EPM 10062)
- 1958 – Luna di Roma/Una donna è sempre giovane/In cerca di fortuna/Suspirame (Music, EPM 10077)
- 1958 – Oscar Carboni con Ezio Leoni & orchestra (Music, EPM 10078)
- 1959 – Oscar Carboni Vol. 2 (Music, EPM 10113)
- 1962 – Vent'anni/Miniera/Portami tante rose/È troppo tardi/Bellissima signora/Yvonne, mio dolce amor (Music Hall International, IPK 706)